# 小行星3233
小行星3233（3233 Krisbarons）是一颗围绕太阳公转的小行星。1977年9月9日，尼古拉·切爾尼赫在克里米亚发现了此天体。
該小行星以拉脫維亞民俗學家克里沙尼·巴隆斯命名。
这颗小行星的绝对星等为65.37168191171934等。